# Bezirksgericht Potsdam

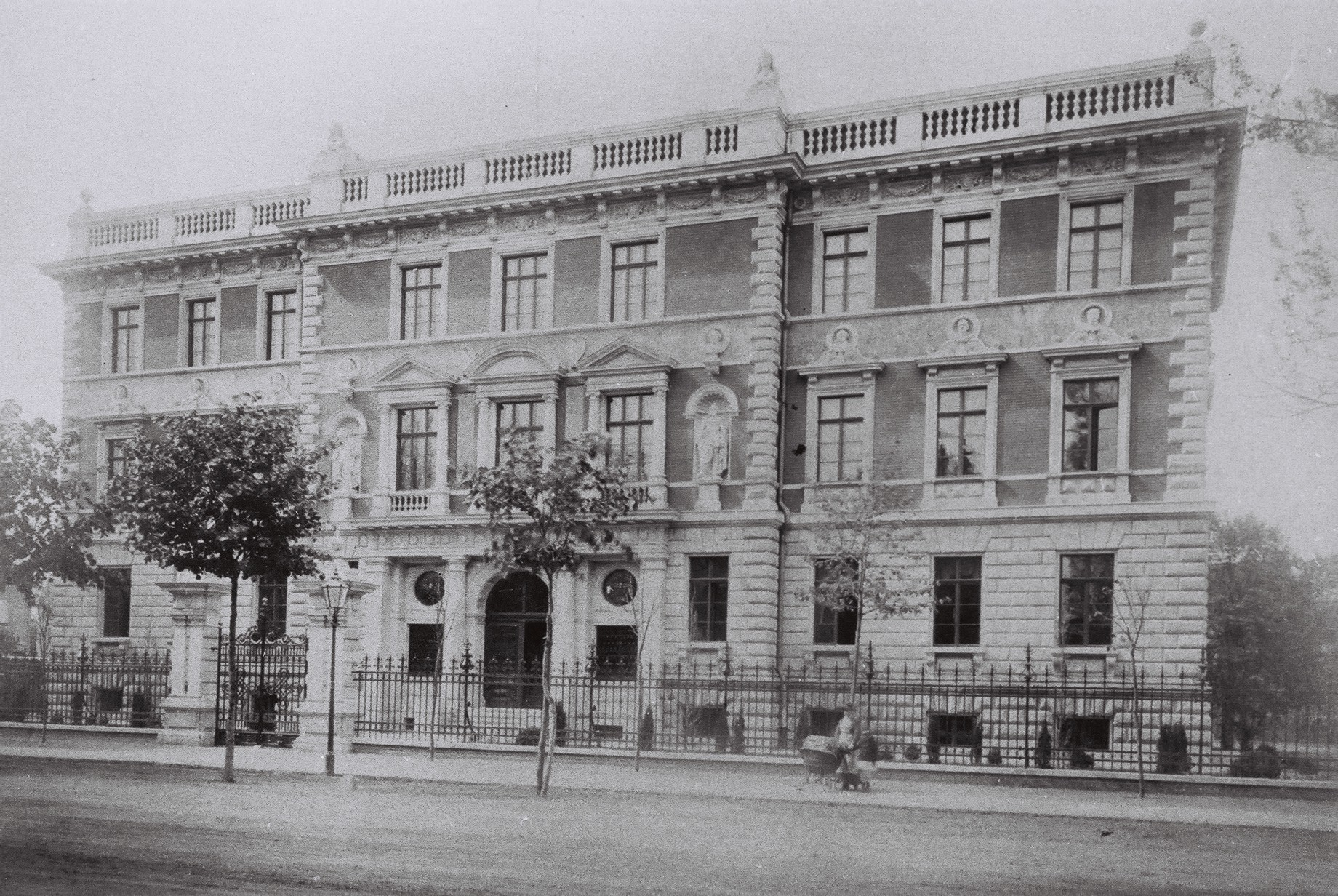
Gebäude des Bezirksgerichts Potsdam

Das Bezirksgericht Potsdam war ein Bezirksgericht in der DDR mit Sitz in Potsdam. Vorgänger und Nachfolger war das Landgericht Potsdam.

## Geschichte
Mit dem Gerichtsverfassungsgesetz der DDR aus dem Jahr 1952 wurden die bisherigen Amtsgerichte und Landgerichte aufgelöst und auf Ebene der Bezirke neue Bezirksgerichte gebildet. Im Bezirk Potsdam wurde das Bezirksgericht Potsdam mit Sitz in Potsdam gebildet. Zum 1. Dezember 1993 erfolgte die Rückbenennung nach Landgericht Potsdam. Dem Bezirksgericht Potsdam waren folgende Kreisgerichte untergeordnet:
1. Kreisgericht Belzig
2. Kreisgericht Brandenburg-Land
3. Kreisgericht Brandenburg-Stadt
4. Kreisgericht Gransee
5. Kreisgericht Jüterbog
6. Kreisgericht Königs Wusterhausen
7. Kreisgericht Kyritz
8. Kreisgericht Luckenwalde
9. Kreisgericht Nauen
10. Kreisgericht Neuruppin
11. Kreisgericht Oranienburg
12. Kreisgericht Potsdam-Land
13. Kreisgericht Potsdam-Stadt
14. Kreisgericht Pritzwalk
15. Kreisgericht Rathenow
16. Kreisgericht Wittstock
17. Kreisgericht Zossen

Dem Bezirksgericht Potsdam übergeordnet war das Oberste Gericht der DDR. Nach dem Zusammenbruch der DDR wurde die Gerichtsstruktur in Brandenburg mit dem Gesetz über die Neugliederung der Kreisgerichtsbezirke im Land Brandenburg (Brandenburgisches Kreisgerichtsbezirksgesetz – BbgKrGBG) vom 8. Dezember 1992 neu geregelt. Der Sprengel des Bezirksgerichts Potsdam wurden mit Wirkung vom 1. Januar 1993 wie folgt gegliedert:
- Kreisgericht Brandenburg
- Kreisgericht Königs Wusterhausen
- Kreisgericht Luckenwalde
- Kreisgericht Nauen
- Kreisgericht Neuruppin
- Kreisgericht Oranienburg
- Kreisgericht Perleberg
- Kreisgericht Potsdam
- Kreisgericht Prenzlau
- Kreisgericht Rathenow
- Kreisgericht Zehdenick
- Kreisgericht Zossen

Die anderen Kreisgerichte wurde aufgehoben. Das Brandenburgische Gerichtsneuordnungsgesetz (BbgGerNeuOG), verkündet als Artikel 1 des Gesetzes zur Neuordnung der ordentlichen Gerichtsbarkeit und zur Ausführung des Gerichtsverfassungsgesetzes im Land Brandenburg vom 14. Juni 1993, verfügte zum 1. Dezember 1993 die Fortführung der bestehenden Kreisgerichte als Amtsgerichte und die Fortführung der Bezirksgerichte in Cottbus, Frankfurt (Oder) und Potsdam als Landgerichte und die Errichtung eines weiteren Landgerichts in Neuruppin.

## Fälle
- Todesstrafe für Otto Bergemann
- Urteil gegen André Baganz

## Richter
- Claus Sprick (1991–1994)